# Biserica de lemn din Văieni

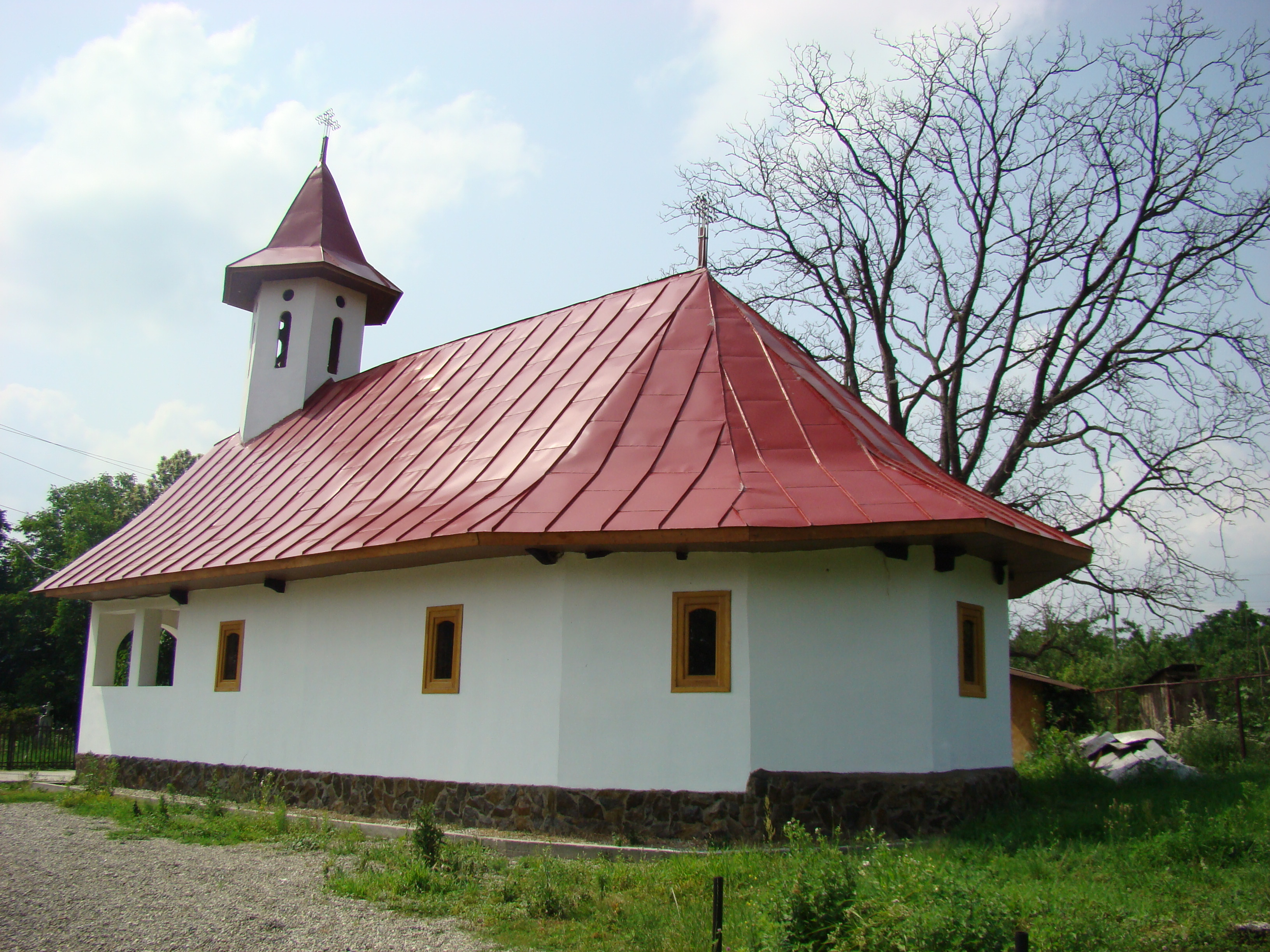
Biserica de lemn „Nașterea Maicii Domnului” din Văieni, comuna Padeș, județul Gorj, foto: iunie 2010.

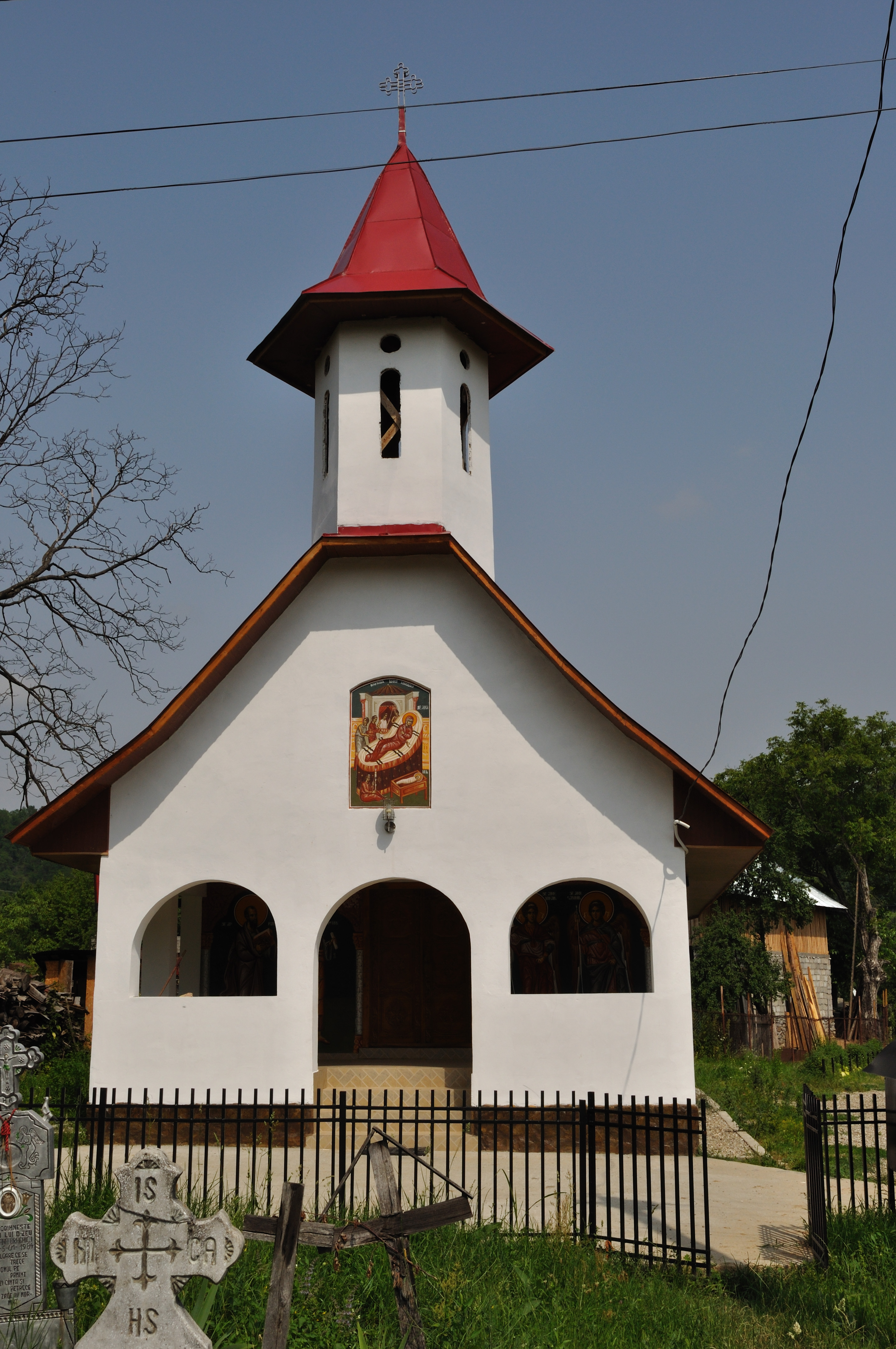
Biserica (vest)

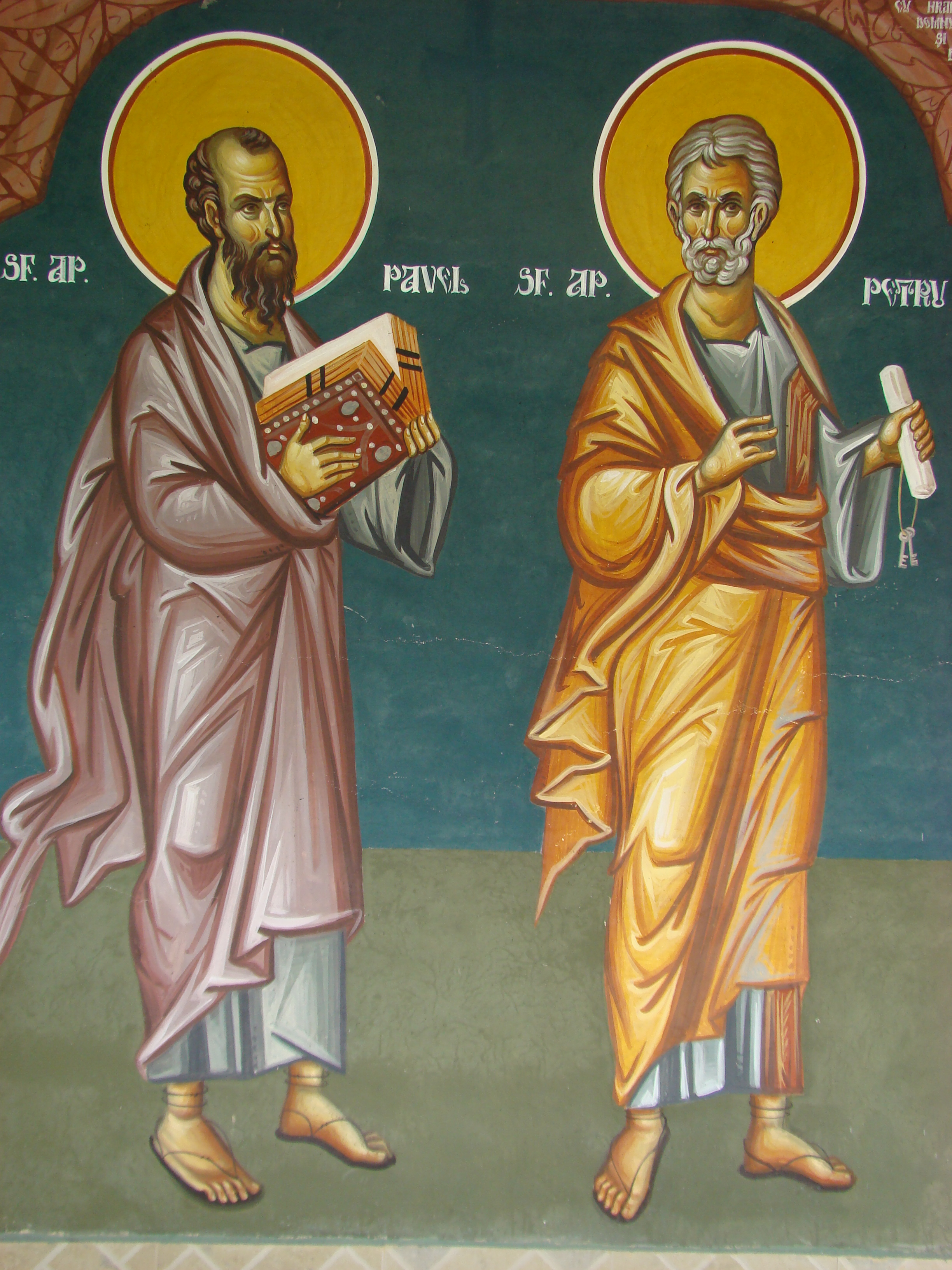
Sfinții apostoli Petru și Pavel

Biserica de lemn din Văieni, comuna Padeș, județul Gorj, a fost construită, probabil, în secolul XVIII. Are hramul „Nașterea Maicii Domnului”. Biserica nu se află pe noua listă a monumentelor istorice.

## Istoric și trăsături
Biserica, mult transformată, își datorează înfățișarea actuală numeroaselor renovări. În 1877 știm că biserica a fost renovată, zugrăvită și sfințită din pisania, aproape ștearsă, aflată deasupra intrării în naos, așternută în data de 12 noiembrie a acelui an. Forma de plan, cu altarul nedecroșat, poligonal, cu cinci laturi, și peretele plin dintre pronaos și naos sunt temeiuri care pot permite datarea sa în veacul al XVIII-lea, ante 1788. 
Acoperirea interioară este formată dintr-o boltă semicilindrică pentru navă, trunchi de con, intersectat de fâșii curbe, peste altar.
Acoperișul are înveliș din tablă, iar clopotnița este separată, jos din scânduri, iar sus deschisă.
Alte reparații au avut loc în anul 1924. Atunci a fost „masacrată” prispa prin tencuirea pălimariului și a fruntariului, stâlpii fiind ascunși în căptușeala de scânduri și păstrându-și probabil decorul original.
Patrimoniul de pictură se poate grupa în mai multe etape. Cele mai vechi sunt icoanele din naos, lângă altar, cu reprezentarea Vovideniei și a Sfântului Nicolae cu Iisus și Maria în spatele tronului; pe ultima icoană se distinge semnătura diacului Milcu Zugravu.
Icoanele împărătești se află în pronaos (acum pe tâmplă aflându-se icoane pictate la 1924); au fost realizate în anul 1841, dată ce însoțeste zapisul platnicilor așternut pe spatele lor. Zapisul de pe icoana Maria cu Pruncul pe tron străjuit de arhangheli are următorul conținut: „această sfântă icoană s-au făcut cu cheltuiala Ioanii soția lui Nicolae Cioranu Ardeleanu și de dinainte soțu i-au fost Gheorghe Ivănescu.  S-au plătit cu lei 15 anu 1841 luna decembrie 26. Și am scris eu cel mai jos iscălit robu lui Dumnezeu Gheorghe sin popei Dinu Licăreț ot satu Văieni”. Pictura acestor icoane, de bună factură artistică, poate fi atribuită zugravului Simion, care a pictat și la Cloșani. Alte două icoane, Nașterea Precistii și Sfânta Troiță, se află în colecția muzeală de la Mănăstirea Tismana.
Biserica, cu hramul „Nașterea Maicii Domnului”, a fost renovată capital între anii 2008-2009 și repictată de pictorul Dricu C. Dragoș.

## Imagini din exterior

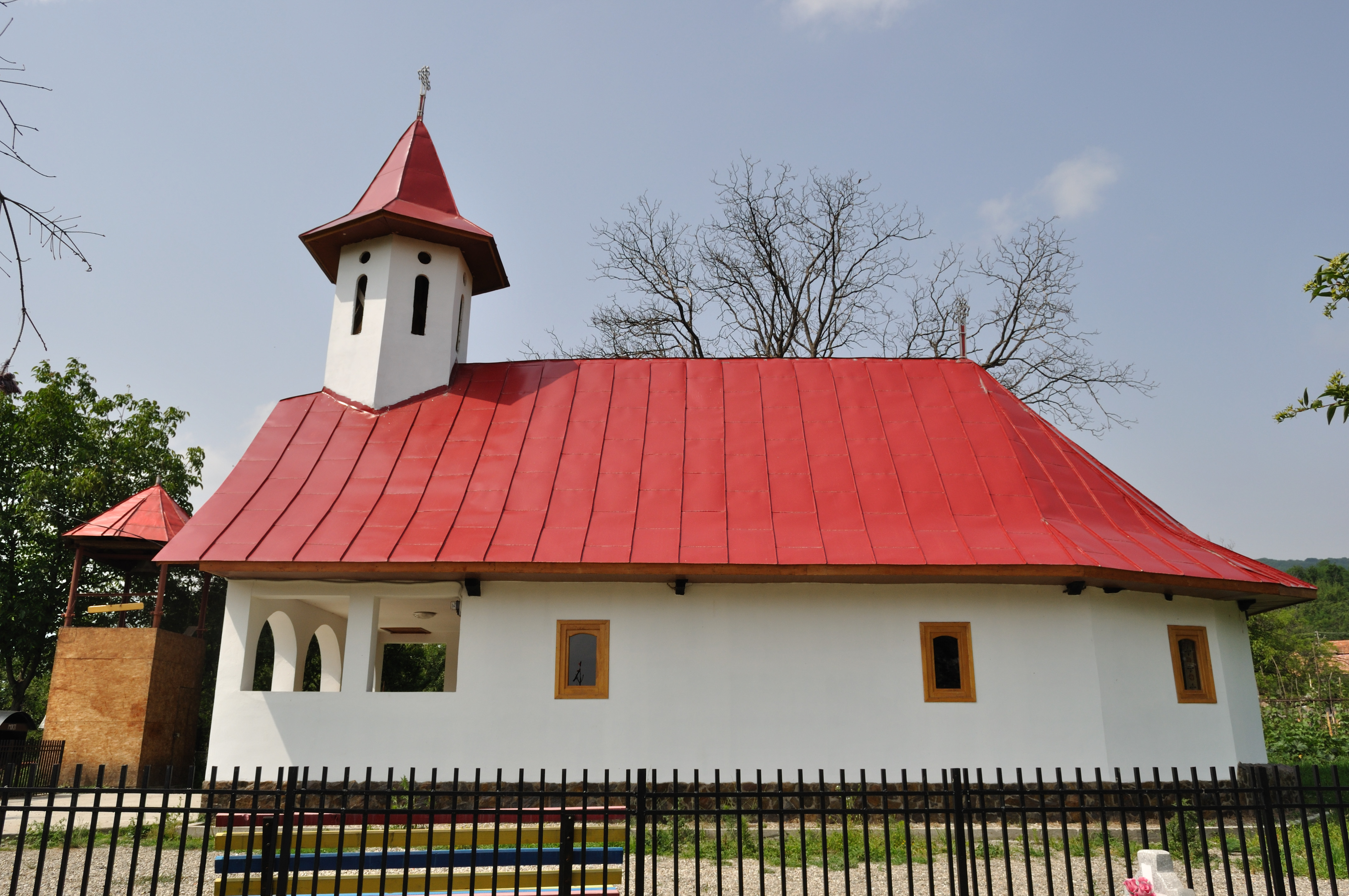
Biserica (sud)
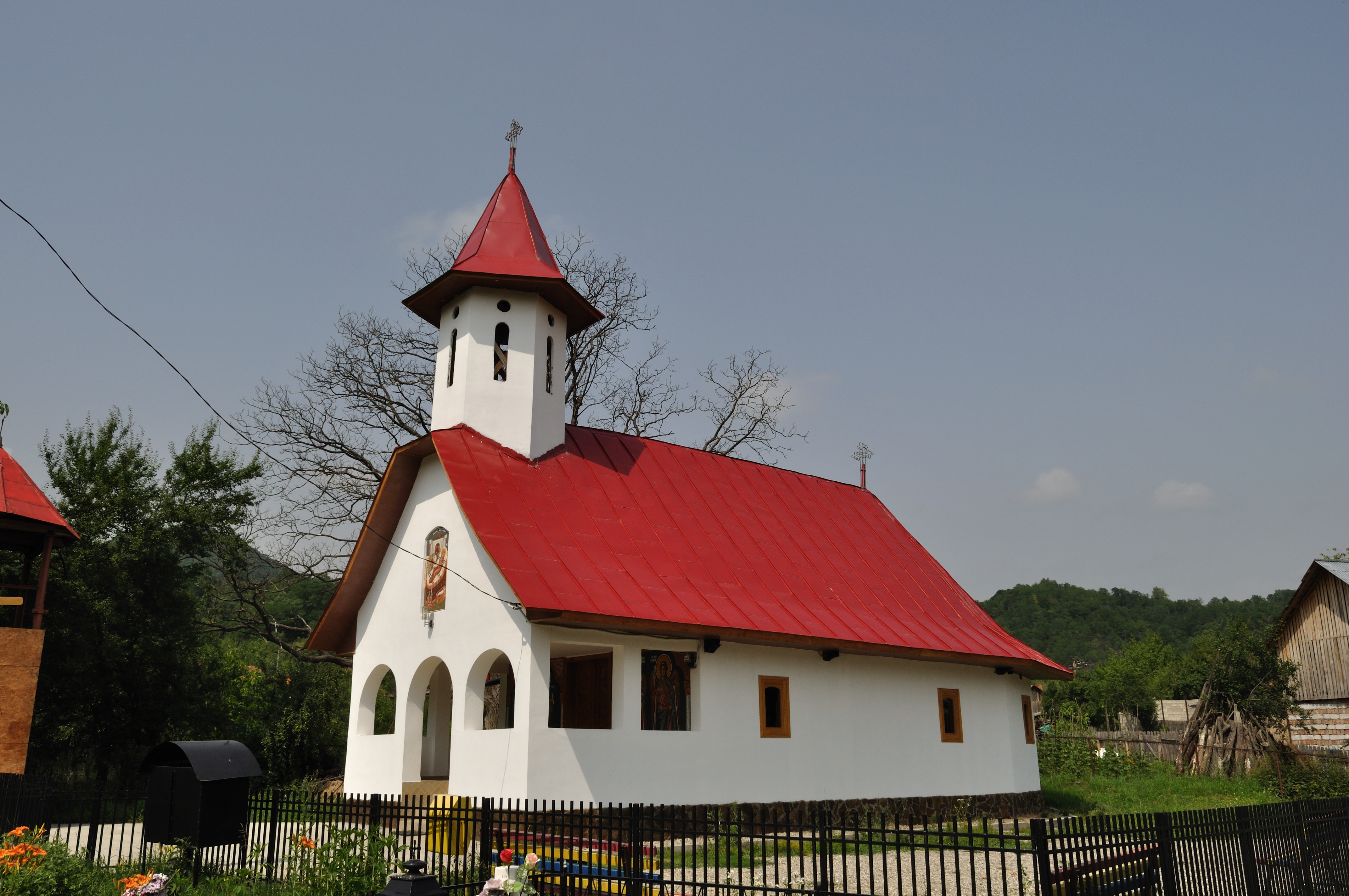
Biserica (sud-vest)
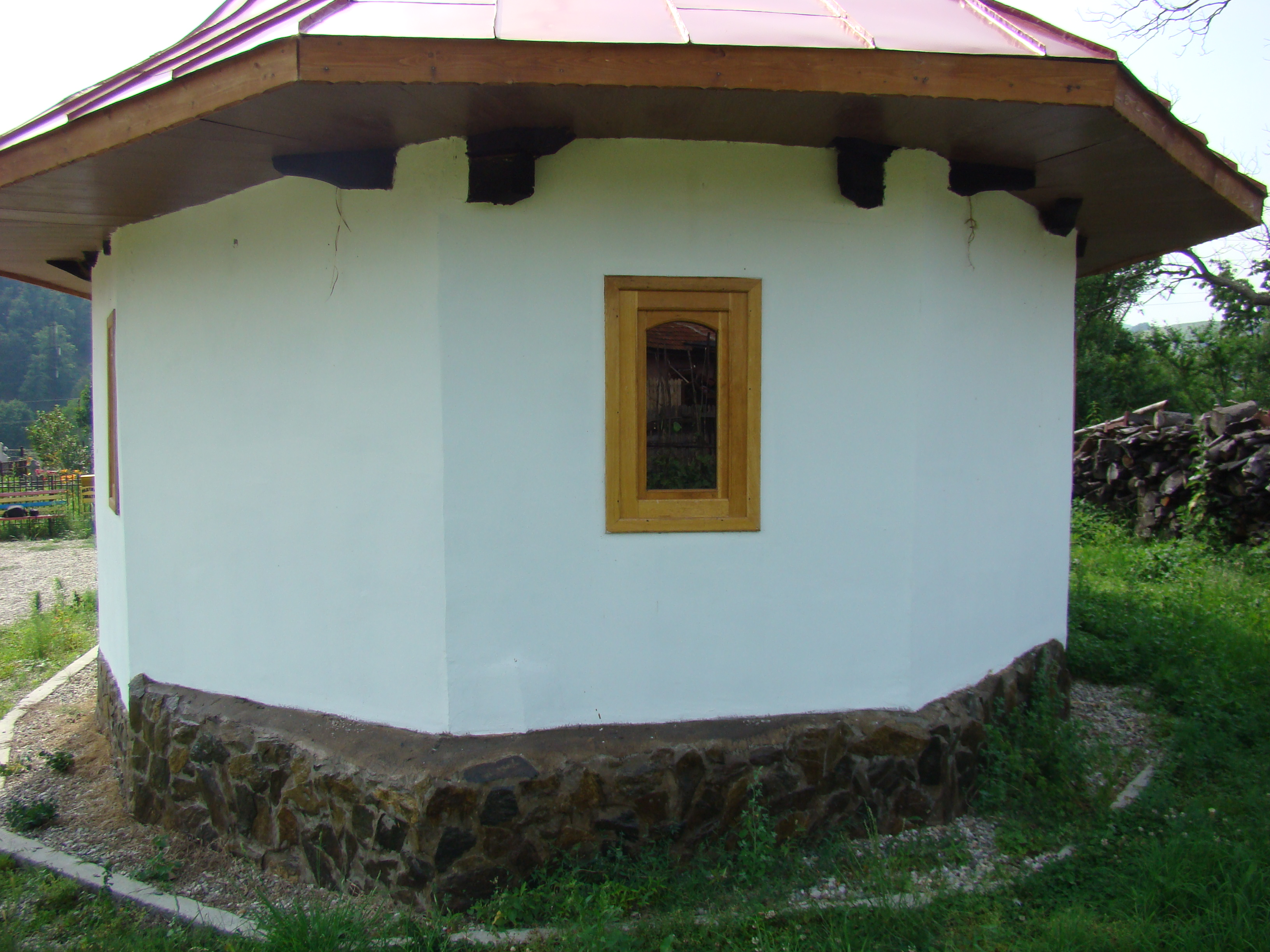
Absida altarului
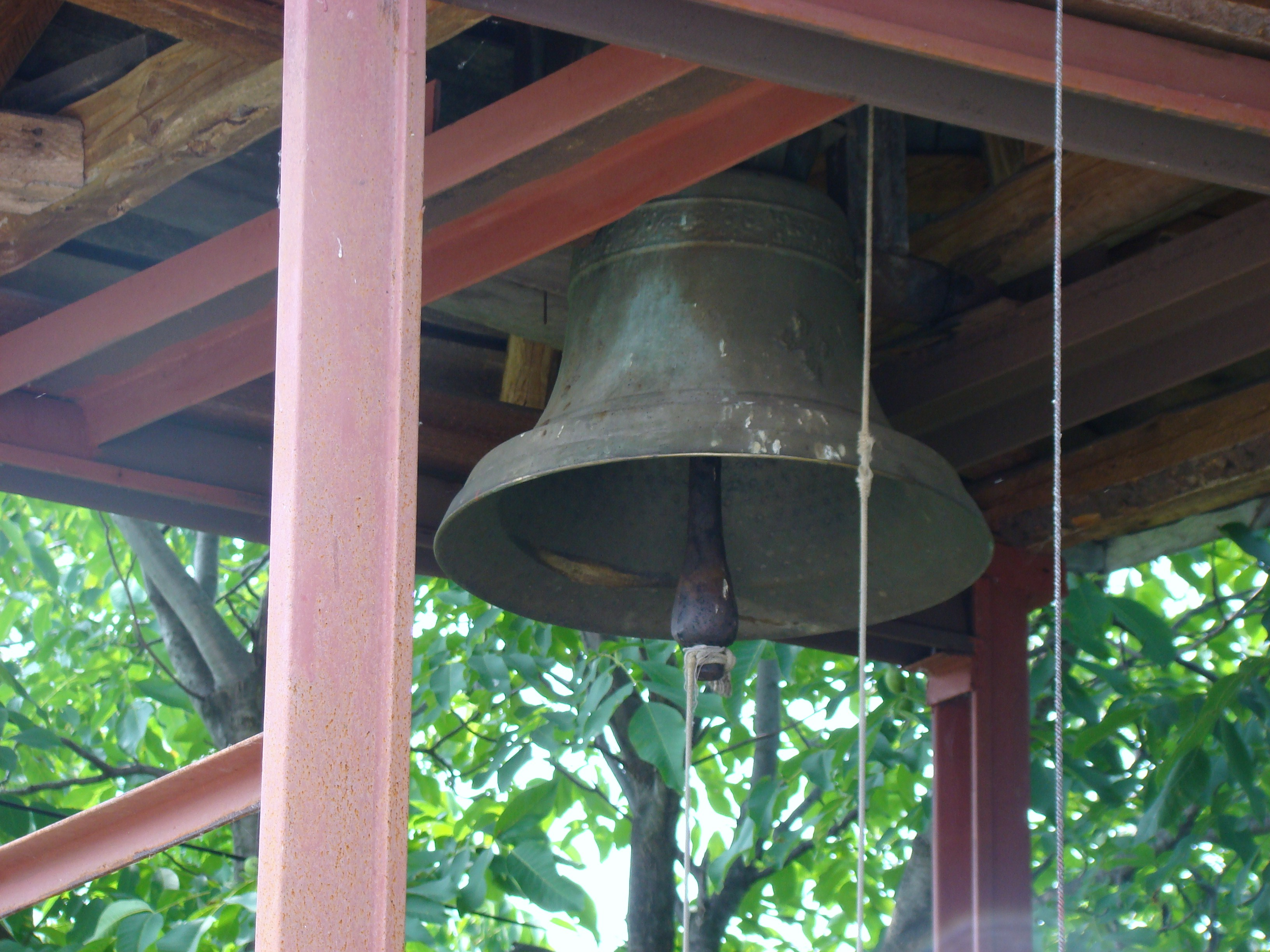
Clopotul
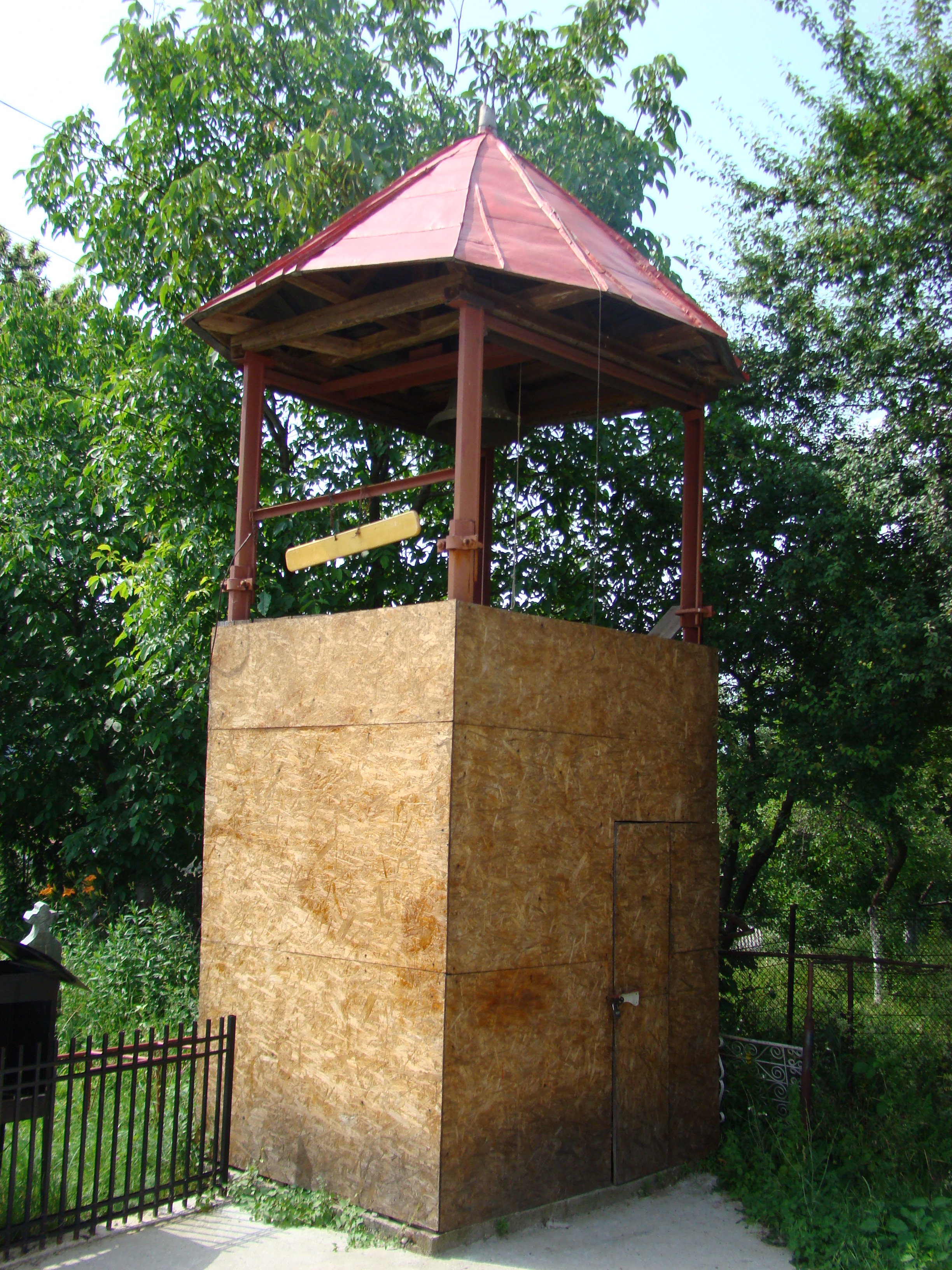
Clopotnița și toaca
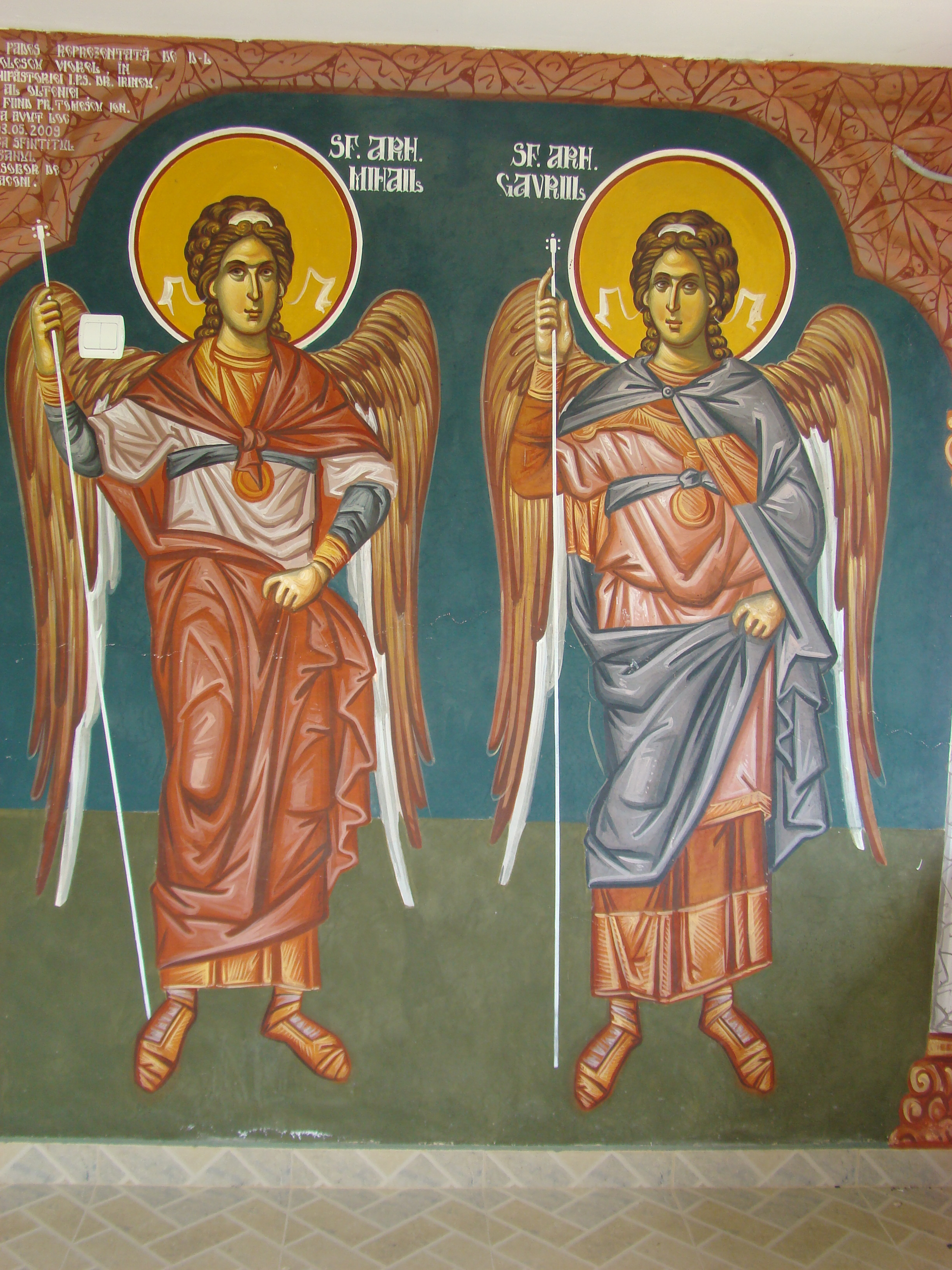
Sfinții Arhangheli Mihail și Gavriil